# Klub Sportowy Warta Poznań 2021-2022
Questa voce raccoglie le informazioni riguardanti il Klub Sportowy Warta Poznań nelle competizioni ufficiali della stagione 2021-2022.

## Stagione
Dopo aver sfiorato la qualificazione in Europa Conference, il Warta si appresta ad iniziare la stagione 2021-2022 con molti cambiamenti. Terminati i prestiti di Baku e Żurawski, e non aver rinnovato i contratti di Rybicki e Janicki, il reparto offensivo si ritrova scoperto. Le prime mosse tuttavia riguardano la difesa, con Grobelny e Pleśnierowicz che vanno a rimpiazzare i posti lasciati liberi da Bielica e Nawrocki.

### Rosa 2021-2022
Rosa e numeri come da sito ufficiale. Aggiornato il 6 giugno 2021. 
| N. |                       | Ruolo | Calciatore                  |
| -- | --------------------- | ----- | --------------------------- |
| 1  | Polonia (bandiera)    | P     | Adrian Lis                  |
| 2  | Polonia (bandiera)    | D     | Jan Grzesik                 |
| 3  | Polonia (bandiera)    | D     | Jakub Kiełb (vice-capitano) |
| 4  | Finlandia (bandiera)  | D     | Robert Ivanov               |
| 5  | Polonia (bandiera)    | D     | Bartosz Kieliba (capitano)  |
| 6  | Polonia (bandiera)    | C     | Łukasz Trałka               |
| 7  | Colombia (bandiera)   | A     | Frank Castañeda             |
| 7  | Spagna (bandiera)     | C     | Mario Rodríguez Ruiz        |
| 8  | Finlandia (bandiera)  | C     | Niilo Mäenpää               |
| 9  | Polonia (bandiera)    | A     | Mateusz Kuzimski            |
| 10 | Belgio (bandiera)     | C     | Milan Corryn                |
| 11 | Polonia (bandiera)    | C     | Michał Jakóbowski           |
| 12 | Polonia (bandiera)    | P     | Patryk Prange               |
| 14 | Polonia (bandiera)    | D     | Nikodem Fiedosewicz         |
| 15 | Polonia (bandiera)    | C     | Michał Kopczyński           |
| 16 | Polonia (bandiera)    | D     | Aleks Ławniczak             |
| 16 | Portogallo (bandiera) | C     | Miguel Luís                 |
| 17 | Polonia (bandiera)    | C     | Mateusz Czyżycki            |
| 18 | Polonia (bandiera)    | C     | Daniel Szelągowski          |

| N. |                        | Ruolo | Calciatore              |
| -- | ---------------------- | ----- | ----------------------- |
| 19 | Polonia (bandiera)     | A     | Jakub Sangowski         |
| 20 | Polonia (bandiera)     | C     | Szymon Czyż             |
| 20 | Australia (bandiera)   | D     | Jordan Courtney-Perkins |
| 21 | Polonia (bandiera)     | C     | Mateusz Kupczak         |
| 22 | Polonia (bandiera)     | D     | Konrad Matuszewski      |
| 23 | Polonia (bandiera)     | C     | Mikołaj Rakowski        |
| 24 | Polonia (bandiera)     | C     | Kajetan Szmyt           |
| 28 | Bielorussia (bandiera) | D     | Aljaksandr Paŭlavec     |
| 29 | Polonia (bandiera)     | D     | Filip Małek             |
| 30 | Polonia (bandiera)     | D     | Bartłomiej Burman       |
| 30 | Polonia (bandiera)     | C     | Miłosz Szczepański      |
| 31 | Polonia (bandiera)     | C     | Mateusz Sopoćko         |
| 33 | Polonia (bandiera)     | P     | Jędrzej Grobelny        |
| 34 | Polonia (bandiera)     | D     | Wiktor Pleśnierowicz    |
| 36 | Polonia (bandiera)     | A     | Marcin Szeibe           |
| 37 | Polonia (bandiera)     | C     | Mikołaj Stangel         |
| 44 | Polonia (bandiera)     | D     | Dawid Szymonowicz       |
| 77 | Francia (bandiera)     | C     | Jayson Papeau           |
| 99 | Slovacchia (bandiera)  | A     | Adam Zreľák             |

## Calciomercato

### Sessione estiva (dal 1/7 al 31/8)
| Acquisti         | Acquisti             | Acquisti         | Acquisti      |
| R.               | Nome                 | da               | Modalità      |
| ---------------- | -------------------- | ---------------- | ------------- |
| P                | Jędrzej Grobelny     | Miedź Legnica    | gratuito      |
| D                | Wiktor Pleśnierowicz | Miedź Legnica    | gratuito      |
| D                | Konrad Matuszewski   | Legia Varsavia   | gratuito      |
| D                | Dawid Szymonowicz    | Jagiellonia      | gratuito      |
| C                | Szymon Czyż          | Lazio            | gratuito      |
| C                | Milan Corryn         | AS Trenčín       | gratuito      |
| C                | Jayson Papeau        | Amiens           | definitivo    |
| A                | Jakub Sangowski      | Lechia Danzica   | gratuito      |
| Altre operazioni |                      |                  |               |
| R.               | Nome                 | da               | Modalità      |
| P                | Patryk Prange        | Lechia Danzica   | fine prestito |
| D                | Filip Małek          | Unia Swarzędz    | fine prestito |
| C                | Mikołaj Rakowski     | Lechia Danzica   | fine prestito |
| C                | Kajetan Szmyt        | Nielba Wągrowiec | fine prestito |
| C                | Dominik Smykowski    | Skra Częstochowa | fine prestito |
| C                | Sebastian Olszewski  | Hutnik Cracovia  | fine prestito |

| Cessioni         | Cessioni            | Cessioni                     | Cessioni      |
| R.               | Nome                | a                            | Modalità      |
| ---------------- | ------------------- | ---------------------------- | ------------- |
| P                | Daniel Bielica      | Górnik Zabrze                | fine prestito |
| D                | Maik Nawrocki       | Werder Brema                 | fine prestito |
| D                | Jakub Kuzdra        | Volo                         | svincolato    |
| D                | Mateusz Spychała    | Odra Opole                   | svincolato    |
| C                | Robert Janicki      | Sandecja Nowy Sącz           | svincolato    |
| C                | Mariusz Rybicki     | -                            | svincolato    |
| C                | Makana Baku         | Holstein Kiel                | fine prestito |
| C                | Maciej Żurawski     | Pogoń Stettino               | fine prestito |
| C                | Konrad Handzlik     | GKS Jastrzębie               | definitivo    |
| A                | Gracjan Jaroch      | GKS Tychy                    | definitivo    |
| Altre operazioni |                     |                              |               |
| R.               | Nome                | da                           | Modalità      |
| C                | Kajetan Szmyt       | Górnik Polkowice             | prestito      |
| C                | Sebastian Olszewski | Chojniczanka Chojnice        | definitivo    |
| C                | Mikołaj Rakowski    | Unia Swarzędz                | prestito      |
| C                | Dominik Smykowski   | KSZO Ostrowiec Świętokrzyski | prestito      |

### Sessione invernale (dal 1/2 al 28/2)
| Acquisti | Acquisti                | Acquisti          | Acquisti      |
| R.       | Nome                    | da                | Modalità      |
| -------- | ----------------------- | ----------------- | ------------- |
| D        | Jordan Courtney-Perkins | Raków Częstochowa | prestito      |
| D        | Aljaksandr Paŭlavec     | Rostov            | prestito      |
| C        | Niilo Mäenpää           | IFK Mariehamn     | gratuito      |
| C        | Miłosz Szczepański      | Lechia Danzica    | prestito      |
| C        | Kajetan Szmyt           | Górnik Polkowice  | fine prestito |
| C        | Mikołaj Rakowski        | Unia Swarzędz     | fine prestito |
| C        | Daniel Szelągowski      | Raków Częstochowa | prestito      |
| C        | Miguel Luís             | Raków Częstochowa | prestito      |
| A        | Frank Castañeda         | Sheriff Tiraspol  | svincolato    |

| Cessioni | Cessioni             | Cessioni          | Cessioni   |
| R.       | Nome                 | a                 | Modalità   |
| -------- | -------------------- | ----------------- | ---------- |
| P        | Patryk Prange        | Olimpia Grudziądz | prestito   |
| D        | Aleks Ławniczak      | Zagłębie Lubin    | definitivo |
| D        | Bartłomiej Burman    | Skra Częstochowa  | prestito   |
| D        | Nikodem Fiedosewicz  | Pogoń Siedlce     | prestito   |
| D        | Filip Małek          | Jarota Jarocin    | prestito   |
| C        | Szymon Czyż          | Raków Częstochowa | definitivo |
| C        | Mateusz Czyżycki     | GKS Tychy         | definitivo |
| C        | Mario Rodríguez Ruiz | -                 | svincolato |
| C        | Mateusz Kuzimski     | Arka Gdynia       | definitivo |

## Risultati

### Ekstraklasa

#### Girone di andata
| Arbitro: | Łukasz Kuźma |

|                       |           |                          |
| Pich 50’ Expósito 63’ | Marcatori | 27’ Grzesik 76’ Czyżycki |

| Arbitro: | Daniel Sylwestrzak |

|            |           |                   |
| Ivanov 84’ | Marcatori | 12’ (rig.) Drygas |

| Arbitro: | Paweł Malec |

|  |           |                                                |
|  | Marcatori | 17’ Zreľák 53’ Corryn 62’ Corryn 90+2’ Grzesik |

| Arbitro: | Piotr Lasyk |

|  |           |                       |
|  | Marcatori | 39’ Lopes 50’ Pekhart |

| Arbitro: | Tomasz Musiał |

|              |           |  |
| Rondón 90+3’ | Marcatori |  |

| Arbitro: | Szymon Marciniak |

|              |           |             |
| Kuzimski 48’ | Marcatori | 51’ Černych |

| Grodzisk Wielkopolski 11 settembre 2021, ore 12:30 CEST 7ª giornata | Warta Poznań     | 0 – 0 | Nieciecza | Stadion Dyskobolii Grodzisk Wielkopolski\| Arbitro: \| Sebastian Krasny \| |
| Arbitro:                                                            | Sebastian Krasny |       |           |                                                                            |

| Arbitro: | Paweł Raczkowski |

|             |           |  |
| Jiménez 38’ | Marcatori |  |

| Arbitro: | Bartosz Frankowski |

|  |           |                       |
|  | Marcatori | 45+1’ Zajíc 67’ Szysz |

| Arbitro: | Tomasz Kwiatkowski |

|                                          |           |  |
| Rundić 23’ Gutkovskis 45+2’ Niewulis 48’ | Marcatori |  |

| Arbitro: | Paweł Raczkowski |

|                          |           |  |
| Rakoczy 58’ Myszor 90+1’ | Marcatori |  |

| Grodzisk Wielkopolski 24 novembre 2021, ore 17:30 CEST 12ª giornata | Warta Poznań      | 0 – 0 | Stal Mielec | Stadion Dyskobolii Grodzisk Wielkopolski\| Arbitro: \| Krzysztof Jakubik \| |
| Arbitro:                                                            | Krzysztof Jakubik |       |             |                                                                             |

| Grodzisk Wielkopolski 30 ottobre 2021, ore 15:00 CEST 13ª giornata         | Warta Poznań | 0 – 2                                    | Lechia Danzica | Stadion Dyskobolii Grodzisk Wielkopolski |
| \| \| \| \| \| \| Marcatori \| 90+5’ (rig.) Paixão 90+7’ (aut.) Grzesik \| |              |                                          |                |                                          |
|                                                                            |              |                                          |                |                                          |
|                                                                            | Marcatori    | 90+5’ (rig.) Paixão 90+7’ (aut.) Grzesik |                |                                          |

| Arbitro: | Damian Sylwestrzak |

|  |           |            |
|  | Marcatori | 78’ Zreľák |

| Arbitro: | Damian Kos |

|                    |           |                               |
| Rasak 90+3’ (aut.) | Marcatori | 45+2’ Cielemęcki 64’ Sekulski |

| Arbitro: | Paweł Raczkowski |

|                     |           |  |
| Milić 53’ Ishak 64’ | Marcatori |  |

| Arbitro: | Paweł Raczkowski |

|            |           |                |
| Zreľák 66’ | Marcatori | 90+3’ Frydrych |

#### Girone di ritorno
| Arbitro: | Tomasz Wajda |

|                            |           |            |
| Zreľák 24’ Matuszewski 54’ | Marcatori | 80’ Lewkot |

| Arbitro: | Damian Sylwestrzak |

|                          |           |            |
| Triantafyllopoulos 90+5’ | Marcatori | 74’ Zreľák |

| Arbitro: | Sebastian Krasny |

|           |           |              |
| Lis 90+4’ | Marcatori | 57’ Śpiączka |

| Arbitro: | Łukasz Kuźma |

|  |           |                 |
|  | Marcatori | 23’ Szymonowicz |

| Arbitro: | Krzysztof Jakubik |

|                               |           |                |
| Grzesik 47’ Luís 52’ Luís 53’ | Marcatori | 37’ Abramowicz |

| Arbitro: | Damian Kos |

|             |           |               |
| Přikryl 65’ | Marcatori | 63’ Castañeda |

| Arbitro: | Bartosz Frankowski |

|            |           |  |
| Poznar 86’ | Marcatori |  |

| Arbitro: | Krzysztof Jakubik |

|                          |           |            |
| Trałka 15’ Castañeda 63’ | Marcatori | 31’ Kubica |

| Arbitro: | Bartosz Frankowski |

|  |           |                                              |
|  | Marcatori | 19’ Zreľák 23’ Luís 33’ Zreľák 82’ Castañeda |

| Arbitro: | Daniel Stefański |

|  |           |                          |
|  | Marcatori | 27’ Ivanov 75’ Ivi López |

| Arbitro: | Paweł Raczkowski |

|            |           |  |
| Zreľák 27’ | Marcatori |  |

| Arbitro: | Bartosz Frankowski |

|  |           |                 |
|  | Marcatori | 12’ Szymonowicz |

| Arbitro: | Bartosz Frankowski |

|                                           |           |  |
| Flávio Paixão 5’ Flávio Paixão 17’ (rig.) | Marcatori |  |

| Arbitro: | Daniel Stefański |

|                                  |           |                                             |
| Kopczyński 35’ (rig.) Zreľák 75’ | Marcatori | 17’ (aut.) Trałka 66’ Toril 82’ Konczkowski |

| Arbitro: | Damian Kos |

|  |           |                                           |
|  | Marcatori | 37’ Szczepański 83’ Kupczak 85’ Castañeda |

| Arbitro: | Tomasz Kwiatkowski |

|                       |           |                        |
| Kopczyński 10’ (rig.) | Marcatori | 22’ Amaral 45+4’ Ishak |

| Arbitro: | Piotr Laysk |

|  |           |                 |
|  | Marcatori | 29’ Szczepański |

### Puchar Polski

#### Primo Turno
| Arbitro: | Marcin Szczerbowicz |

|                                |           |  |
| Karankiewicz 67’ Warcholak 71’ | Marcatori |  |

## Statistiche

### Statistiche di squadra
Statistiche aggiornate al 22 maggio 2022.
| Competizione  | Punti       | In casa | In casa | In casa | In casa | In casa | In casa | In trasferta | In trasferta | In trasferta | In trasferta | In trasferta | In trasferta | Totale | Totale | Totale | Totale | Totale | Totale | D.R. |
| Competizione  | Punti       | G       | V       | N       | P       | Gf      | Gs      | G            | V            | N            | P            | Gf           | Gs           | G      | V      | N      | P      | Gf     | Gs     | D.R. |
| ------------- | ----------- | ------- | ------- | ------- | ------- | ------- | ------- | ------------ | ------------ | ------------ | ------------ | ------------ | ------------ | ------ | ------ | ------ | ------ | ------ | ------ | ---- |
| Ekstraklasa   | 42          | 17      | 4       | 6       | 7       | 16      | 22      | 17           | 7            | 3            | 7            | 19           | 16           | 34     | 11     | 9      | 14     | 35     | 38     | -3   |
| Puchar Polski | Primo turno | -       | -       | -       | -       | -       | -       | 1            | 0            | 0            | 1            | 0            | 2            | 1      | 0      | 0      | 1      | 0      | 2      | -2   |
| Totale        | -           | -       | -       | -       | -       | -       | -       | 18           | 7            | 3            | 8            | 19           | 18           | 35     | 11     | 9      | 15     | 35     | 40     | -5   |

### Andamento in campionato
| Giornata  | 1 | 2  | 3 | 4  | 5  | 6  | 7  | 8  | 9  | 10 | 11 | 12 | 13 | 14 | 15 | 16 | 17 | 18 | 19 | 20 | 21 | 22 | 23 | 24 | 25 | 26 | 27 | 28 | 29 | 30 | 31 | 32 | 33 | 34 |
| --------- | - | -- | - | -- | -- | -- | -- | -- | -- | -- | -- | -- | -- | -- | -- | -- | -- | -- | -- | -- | -- | -- | -- | -- | -- | -- | -- | -- | -- | -- | -- | -- | -- | -- |
| Luogo     | T | C  | T | C  | T  | C  | C  | T  | C  | T  | T  | C  | C  | T  | C  | T  | C  | C  | T  | C  | T  | C  | T  | T  | C  | T  | C  | C  | T  | T  | C  | T  | C  | T  |
| Risultato | N | N  | V | P  | P  | N  | N  | P  | P  | P  | P  | N  | P  | V  | P  | P  | N  | V  | N  | N  | V  | V  | N  | P  | V  | V  | P  | V  | V  | P  | P  | V  | P  | V  |
| Posizione | 6 | 13 | 5 | 11 | 14 | 13 | 13 | 16 | 16 | 17 | 17 | 16 | 17 | 16 | 16 | 17 | 17 | 15 | 17 | 17 | 15 | 13 | 14 | 14 | 14 | 14 | 11 | 10 | 11 | 11 | 11 | 11 | 11 | 11 |

Fonte:  Calendario Ekstraklasa, su transfermarkt.it, Transfermarkt. URL consultato il 17 agosto 2020 (archiviato dall'url originale l'11 settembre 2014).
Legenda:

Luogo: C = Casa; T = Trasferta. Risultato: V = Vittoria; N = Pareggio; P = Sconfitta.

### Statistiche dei giocatori
| Giocatore           | Ekstraklasa | Ekstraklasa | Ekstraklasa | Ekstraklasa | Coppa di Polonia | Coppa di Polonia | Coppa di Polonia | Coppa di Polonia | Totale   | Totale | Totale      | Totale     |
| Giocatore           | Presenze    | Reti        | Ammonizioni | Espulsioni  | Presenze         | Reti             | Ammonizioni      | Espulsioni       | Presenze | Reti   | Ammonizioni | Espulsioni |
| ------------------- | ----------- | ----------- | ----------- | ----------- | ---------------- | ---------------- | ---------------- | ---------------- | -------- | ------ | ----------- | ---------- |
| A. Lis              | 25          | 1           | 0           | 0           | 1                | 0                | 0                | 0                | 26       | 1      | 0           | 0          |
| J. Grzesik          | 34          | 3           | 3           | 0           | 0                | 0                | 0                | 0                | 34       | 3      | 3           | 0          |
| J. Kiełb            | 26          | 0           | 5           | 1           | 1                | 0                | 0                | 0                | 27       | 0      | 5           | 1          |
| R. Ivanov           | 31          | 1           | 6           | 0           | 1                | 0                | 0                | 0                | 32       | 1      | 6           | 0          |
| B. Kieliba          | 4           | 0           | 0           | 0           | 0                | 0                | 0                | 0                | 4        | 0      | 0           | 0          |
| Ł. Trałka           | 31          | 1           | 7           | 1           | 1                | 0                | 0                | 0                | 32       | 1      | 7           | 1          |
| M. Rodríguez        | 16          | 0           | 1           | 0           | 0                | 0                | 0                | 0                | 16       | 0      | 1           | 0          |
| F. Castañeda        | 13          | 4           | 2           | 0           | 0                | 0                | 0                | 0                | 13       | 4      | 2           | 0          |
| N. Mäenpää          | 12          | 0           | 2           | 0           | 0                | 0                | 0                | 0                | 12       | 0      | 2           | 0          |
| M. Kuzimski         | 22          | 1           | 2           | 0           | 1                | 0                | 0                | 0                | 23       | 1      | 2           | 0          |
| M. Corryn           | 21          | 2           | 0           | 0           | 1                | 0                | 0                | 0                | 22       | 2      | 0           | 0          |
| M. Jakóbowski       | 15          | 0           | 2           | 0           | 1                | 0                | 0                | 0                | 16       | 0      | 2           | 0          |
| P. Prange           | 0           | 0           | 0           | 0           | 0                | 0                | 0                | 0                | 0        | 0      | 0           | 0          |
| N. Fiedosewicz      | 3           | 0           | 0           | 0           | 1                | 0                | 0                | 0                | 4        | 0      | 0           | 0          |
| M. Kopczyński       | 26          | 2           | 3           | 0           | 0                | 0                | 0                | 0                | 26       | 2      | 3           | 0          |
| M. Luís             | 14          | 3           | 1           | 0           | 0                | 0                | 0                | 0                | 14       | 3      | 1           | 0          |
| A. Ławniczak        | 12          | 0           | 2           | 0           | 1                | 0                | 0                | 0                | 13       | 0      | 2           | 0          |
| M. Czyżycki         | 17          | 1           | 1           | 0           | 0                | 0                | 0                | 0                | 17       | 1      | 1           | 0          |
| D. Szelągowski      | 5           | 0           | 2           | 0           | 0                | 0                | 0                | 0                | 5        | 0      | 2           | 0          |
| J. Sangowski        | 6           | 0           | 0           | 0           | 1                | 0                | 0                | 0                | 7        | 0      | 0           | 0          |
| J. Courtney-Perkins | 5           | 0           | 0           | 0           | 0                | 0                | 0                | 0                | 5        | 0      | 0           | 0          |
| S. Czyż             | 15          | 0           | 1           | 0           | 1                | 0                | 0                | 0                | 16       | 0      | 1           | 0          |
| M. Kupczak          | 32          | 1           | 9           | 0           | 1                | 0                | 0                | 0                | 33       | 1      | 9           | 0          |
| K. Matuszewski      | 25          | 1           | 4           | 0           | 1                | 0                | 0                | 0                | 26       | 1      | 4           | 0          |
| M. Rakowski         | 1           | 0           | 0           | 0           | 0                | 0                | 0                | 0                | 1        | 0      | 0           | 0          |
| K. Szmyt            | 6           | 0           | 0           | 0           | 0                | 0                | 0                | 0                | 6        | 0      | 0           | 0          |
| A. Paŭlavec         | 4           | 0           | 0           | 0           | 0                | 0                | 0                | 0                | 4        | 0      | 0           | 0          |
| F. Małek            | 0           | 0           | 0           | 0           | 0                | 0                | 0                | 0                | 0        | 0      | 0           | 0          |
| M. Szczepański      | 13          | 2           | 0           | 0           | 0                | 0                | 0                | 0                | 13       | 2      | 0           | 0          |
| B. Burman           | 2           | 0           | 0           | 0           | 1                | 0                | 0                | 0                | 3        | 0      | 0           | 0          |
| M. Sopoćko          | 2           | 0           | 0           | 0           | 1                | 0                | 0                | 0                | 3        | 0      | 0           | 0          |
| J. Grobelny         | 9           | 0           | 2           | 0           | 0                | 0                | 0                | 0                | 9        | 0      | 2           | 0          |
| W. Pleśnierowicz    | 0           | 0           | 0           | 0           | 0                | 0                | 0                | 0                | 0        | 0      | 0           | 0          |
| M. Szeibe           | 1           | 0           | 0           | 0           | 0                | 0                | 0                | 0                | 1        | 0      | 0           | 0          |
| D. Szymonowicz      | 20          | 2           | 1           | 0           | 0                | 0                | 0                | 0                | 20       | 2      | 1           | 0          |
| J. Papeau           | 26          | 0           | 8           | 0           | 1                | 0                | 0                | 0                | 27       | 0      | 8           | 0          |
| A. Zreľák           | 29          | 9           | 3           | 0           | 0                | 0                | 0                | 0                | 29       | 9      | 3           | 0          |